# Prix Goncourt 2020
Le prix Goncourt 2020 a été attribué le 30 novembre 2020 à L'Anomalie d'Hervé Le Tellier.

## Sélections

### Première sélection
La première sélection du prix Goncourt 2020 a été dévoilée le mardi 15 septembre 2020. La nomination de Yoga d'Emmanuel Carrère a suscité la polémique, car le récit pourrait se rapprocher du témoignage, genre qui est habituellement refusé pour concourir au Goncourt.
| Auteur             | Ouvrage                         | Éditeur           |
| ------------------ | ------------------------------- | ----------------- |
| Mohammed Aïssaoui  | Les Funambules                  | Gallimard         |
| Djaïli Amadou Amal | Les Impatientes                 | Emmanuelle Collas |
| Miguel Bonnefoy    | Héritage                        | Rivages           |
| Emmanuel Carrère   | Yoga                            | P.O.L             |
| Sarah Chiche       | Saturne                         | Seuil             |
| Irène Frain        | Un crime sans importance        | Seuil             |
| Lola Lafon         | Chavirer                        | Actes Sud         |
| Hervé Le Tellier   | L'Anomalie                      | Gallimard         |
| Jean-Pierre Martin | Mes fous                        | L'Olivier         |
| Carole Martinez    | Les Roses fauves                | Gallimard         |
| Tobie Nathan       | La Société des Belles Personnes | Stock             |
| Camille Pascal     | La Chambre des dupes            | Plon              |
| Maël Renouard      | L'Historiographe du royaume     | Grasset           |
| Maud Simonnot      | L'Enfant céleste                | L'Observatoire    |
| Camille de Toledo  | Thésée, sa vie nouvelle         | Verdier           |

### Deuxième sélection
La deuxième sélection est dévoilée le 6 octobre 2020
| Auteur             | Ouvrage                     | Éditeur           |
| ------------------ | --------------------------- | ----------------- |
| Mohammed Aïssaoui  | Les Funambules              | Gallimard         |
| Djaïli Amadou Amal | Les Impatientes             | Emmanuelle Collas |
| Miguel Bonnefoy    | Héritage                    | Rivages           |
| Irène Frain        | Un crime sans importance    | Seuil             |
| Hervé Le Tellier   | L'Anomalie                  | Gallimard         |
| Jean-Pierre Martin | Mes fous                    | L'Olivier         |
| Maël Renouard      | L'Historiographe du royaume | Grasset           |
| Camille de Toledo  | Thésée, sa vie nouvelle     | Verdier           |

### Troisième sélection
La troisième sélection est dévoilée le 27 octobre 2020
| Auteur             | Ouvrage                     | Éditeur           |
| ------------------ | --------------------------- | ----------------- |
| Djaïli Amadou Amal | Les Impatientes             | Emmanuelle Collas |
| Hervé Le Tellier   | L'Anomalie                  | Gallimard         |
| Maël Renouard      | L'Historiographe du royaume | Grasset           |
| Camille de Toledo  | Thésée, sa vie nouvelle     | Verdier           |

## Particularité
Le Goncourt n'a pas été donné au début du mois de novembre comme le veut la coutume pour soutenir les librairies fermées pour cause de confinement dû à la pandémie de Covid-19.